# Iwan Kowałyszyn
Iwan Kowałyszyn – ukraiński działacz społeczny, poseł do Sejmu Krajowego Galicji I kadencji (1866), włościanin z Wiszenki Wielkiej.
Wybrany w IV kurii obwodu Lwów, w okręgu nr 2 Gródek-Janów, 15 października 1866, na miejsce księdza Lwa Treszczakiwskiego, którego wybór unieważniono. 